# پایگاه نیروی هوایی یلاهانکا
پایگاه نیروی هوایی یلاهانکا (به انگلیسی: Yelahanka Air Force Station) یک فرودگاه نظامی با کد یاتا YLKاست که یک باند فرود آسفالت دارد و طول باند آن ۳۰۰۴ متر است. این فرودگاه در شهر بنگالورو کشور هند قرار دارد و در ارتفاع ۸۸۸ متری از سطح دریا واقع شده است.